# Genivolta
Genivolta ist eine italienische Gemeinde mit 1115 Einwohnern (Stand 31. Dezember 2023) in der Provinz Cremona in der italienischen Region Lombardei.

## Lage

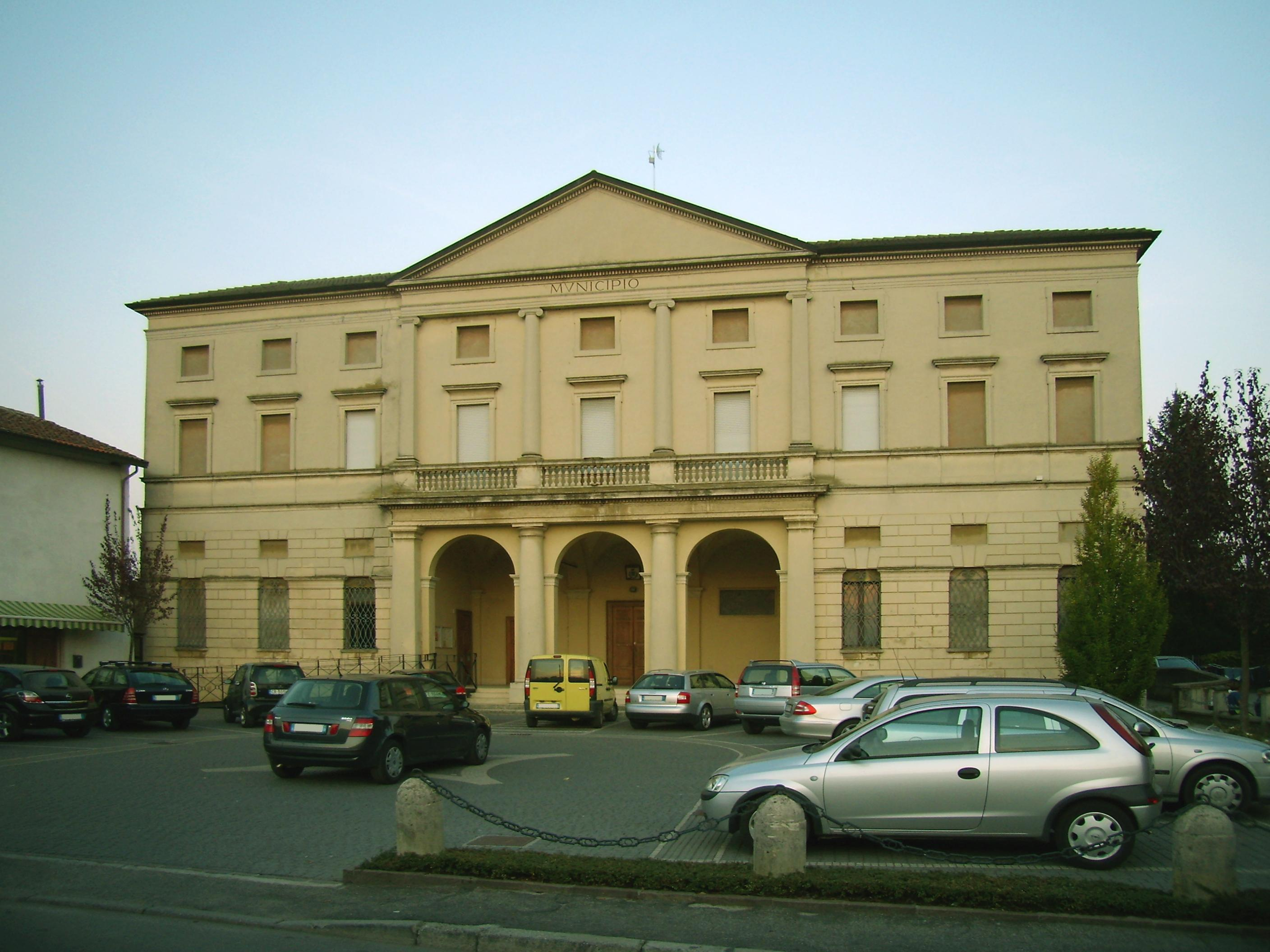
Rathaus

Genivolta liegt an der Strada statale SS 498, 2 km westlich des Naturparks Isola Uccelanda und 3 km südwestlich des Riserva Naturale Bosco della Marisca. Nach Crema im Nordwesten sind es 5 km und nach Soresina im Süden 4 km. Die Autostrada 21 liegt 20 km im Osten. Mailand ist 56 km nordwestlich.

## Feste
Der Patronat des Ortes ist der Hl. Laurentius und wird jährlich am 10. August gefeiert.